# Grisha Bruskin

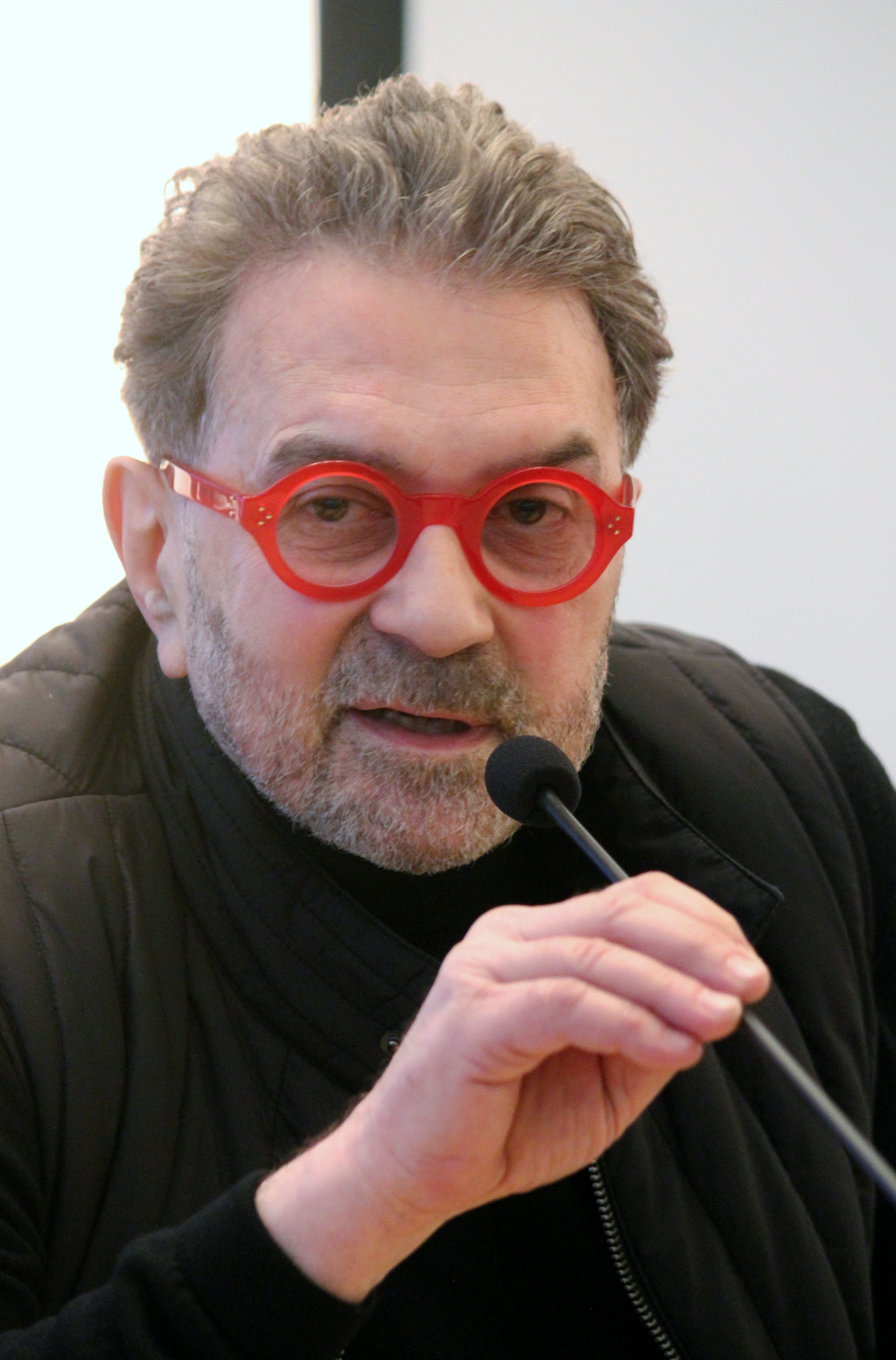
Grisha Bruskin (2008)

Grisha Bruskin (eigentlich Grigori Dawidowitsch Bruskin, * 21. Oktober 1945 in Moskau) ist ein russischer Maler, Bildhauer und Grafiker. Er lebt und arbeitet in New York und Moskau.

## Leben und Schaffen
Bruskin studierte bis 1968 Kunst an der Hochschule für Textil in Moskau. Seine erste Einzelausstellung wurde gegen den Widerstand der KPdSU 1973 im Zentralen Künstlerhaus in Moskau eröffnet. Folgende Ausstellungen wurden von den Behörden nicht genehmigt oder kurz nach der Eröffnung geschlossen, so 1982 in Vilnius und 1983 in Moskau. Die nächste nicht zensierte Ausstellung seiner Gemälde fand im Februar 1987 in Moskau statt und machte ihn einer breiteren Öffentlichkeit bekannt.
Bei der Sotheby’s-Auktion zur russischen Avantgarde und den Russischen Nonkonformisten im Juli 1988 in Moskau erzielten Bruskins Ölgemälde Höchstpreise, was ihn im Westen schlagartig bekannt machte. 1989 wanderte der Künstler nach New York aus.
1999 schuf Bruskin das monumentale Triptychon Leben über alles für das Clubhaus des Deutschen Bundestages im Reichstagsgebäude. Wie viele von Bruskins Werken verhandelt die Arbeit das Verhältnis von Individuum und Kollektiv und die bildnerische Indoktrination durch ideologische Mythen in der Sowjetunion.
2012 erhielt Bruskin den russischen Kandinsky-Preis für sein Projekt H-Hour.
2017 vertrat Bruskin Russland auf der 57. Biennale in Venedig.

## Ausstellungen (Auswahl)
- Paintings and sculpture, Marlborough Gallery, New York, 2. März – 31. März 1990
- Life is everywhere, Marlborough Gallery, New York, 14. September – 5. Oktober 1999
- Das Alphabet des Grisha Bruskin, Kunsthalle Emden, 29. Juni – 13. Oktober 2002
- Fragmente einer endlosen Sammlung, Museum Judengasse, Frankfurt am Main, 11. September – 23. November 2003
- Modern Archaeology, Marlborough Gallery, New York, 10. März – 4. April 2004
- H-Hour, Multimedia Art Museum Moskau, 3. September – 3. Oktober 2012
- Archeologist’s Collection, Udarnik, Moskau, 17. Mai – 11. August 2013